# 吉里姆斯科耶湖
54°48′47″N 90°25′26″E / 54.81306°N 90.42389°E
吉里姆斯科耶湖（俄语：Джиримское），是俄羅斯的湖泊，位於該國南部哈卡斯共和國，由希拉區負責管轄，面積2.37平方公里，湖岸線長度6.8公里，最大水深3米。